# Ioan Ivașcu
Ioan Ivașcu (n. 1980, Moisei, județul Maramureș) este un poet, profesor de limba și literatura română și publicist român, cunoscut pentru activitatea sa literară desfășurată în principal în Cluj-Napoca.

## Biografie
Ioan Ivașcu s-a născut în anul 1980, în comuna Moisei, județul Maramureș. A urmat cursurile Facultății de Litere din cadrul Universității Babeș-Bolyai din Cluj-Napoca, absolvind în anul 2003. Încă din perioada liceului și a studenției, a fost implicat activ în viața culturală locală, fiind membru al Cenaclului literar „Octavian Goga” și cofondator al Cenaclului „Vox Napocensis” din cadrul Casei de Cultură a Studenților.

## Activitate literară
Debutul său editorial a avut loc în anul 2000 cu volumul de poezii Pași în iarba ninsă. De-a lungul anilor, a publicat mai multe volume, printre care:
- Pași în iarba ninsă (2000)
- Stihuri incerte (2011), Editura Dacia XXI
- Răgaz în casa de nebuni (2019), Editura Inspirescu
- Pe malurile primului cuvânt (2022), Editura Ecou Transilvan

Pe lângă volumele tipărite, autorul a publicat peste 300 de poezii și eseuri pe platforma online poezie.ro.

## Premii și recunoașteri
În anul 2006, Ioan Ivașcu a obținut Premiul I la Concursul de poezie organizat de Radio3net „Florian Pittis”. În 2008, i s-a decernat Premiul „Agatha Bacovia” la prima ediție a Concursului Național de Poezie „Romeo și Julieta la Mizil”.

## Alte activități
Pe lângă activitatea poetică, este colaborator al revistei Povești din Sport, pentru care a realizat articole și reportaje, inclusiv materiale dedicate echipei de fotbal „U” Cluj.